# Weekendavisens litteraturpris
Weekendavisens litteraturpris uddeles i slutningen af januar måned året efter tildeling. Weekendavisens anmeldere indstiller et antal titler i december, som danner grundlag for en afstemning blandt avisens læsere. 
- 1980 Suzanne Brøgger: Brøg
- 1981 Marie Hammer: Forsker i fem verdensdele
- 1982 Villy Sørensen: Ragnarok
- 1983 Jørgen Christian Hansen: Knæleren
- 1984 Poul Behrendt: Bissen og dullen
- 1985 Anna Sophie Seidelin: Genfortælling af det nye testamente
- 1986 Bent William Rasmussen: En dag i Amerika
- 1987 Peter Bastian: Ind i musikken
- 1988 Peter Høeg: Forestilling om det tyvende århundrede
- 1989 Ib Michael: Kilroy Kilroy
- 1990 Peter Seeberg: Rejsen til Ribe
- 1991 Søren Ulrik Thomsen: Hjemfalden
- 1992 Birgitte Possing: Natalie Zahle. Viljens styrke
- 1993 Benny Andersen: Denne kommen og gåen
- 1994 Pia Tafdrup: Territorialsang
- 1995 Peter Schepelern: Filmleksikon
- 1996 Bettina Heltberg: Hvor der handles
- 1997 Knud Sørensen: En tid
- 1998 Anne Marie Løn: Dværgenes dans (roman).
- 1999 Hans Edvard Nørregård-Nielsen: Mands minde (erindringer).
- 2000 Joakim Garff: SAK (biografi)
- 2001 Kristian Ditlev Jensen: Det bliver sagt
- 2002 Bent Jensen: Gulag og glemsel
- 2003 Jens Andersen: Andersen – en biografi
- 2004 Jørgen Jensen: Danmarks oldtid
- 2005 Jørgen Leth: Det uperfekte menneske
- 2006 Knud Romer: Den som blinker er bange for døden (roman)
- 2007 Jens Smærup Sørensen: Mærkedage (roman)
- 2008 Mikkel Kirkebæk: Schalburg – en patriotisk landsforræder
- 2009 Anne Lise Marstrand-Jørgensen: Hildegard (roman)
- 2010 Birgithe Kosovic: Det dobbelte land (roman)
- 2011 Erik Valeur: Det syvende barn (roman)
- 2012 Kim Leine: Profeterne i Evighedsfjorden (roman)
- 2013 Yahya Hassan: Yahya Hassan (Digte)
- 2014 Tom Buk-Swienty: Kaptajn Dinesen - Til døden os skiller
- 2015 Pia Fris Laneth: 1915. Da kvinder og tyende blev borgere
- 2016 Flemming Rose: De besatte
- 2017 Naja Marie Aidt: Har døden taget noget fra dig så giv det tilbage. Carls bog (digte/tekster)
- 2018 Niels Brunse: For oversættelse af Shakespeares samlede skuespil I-VI[1]
- 2019 Jeanette Varberg: for Viking. Ran, ild og sværd (fagbog)
- 2020 Stine Pilgaard: for Meter i sekundet (roman)
- 2021 Rakel Haslund-Gjerrild for Adam i Paradis (roman)
- 2022 Christian Egander Skov for Borgerlig krise (fagbog)
- 2023 Mathilde Walter Clark for Det blinde øje (fagbog)